# Parivrtta trikonásana

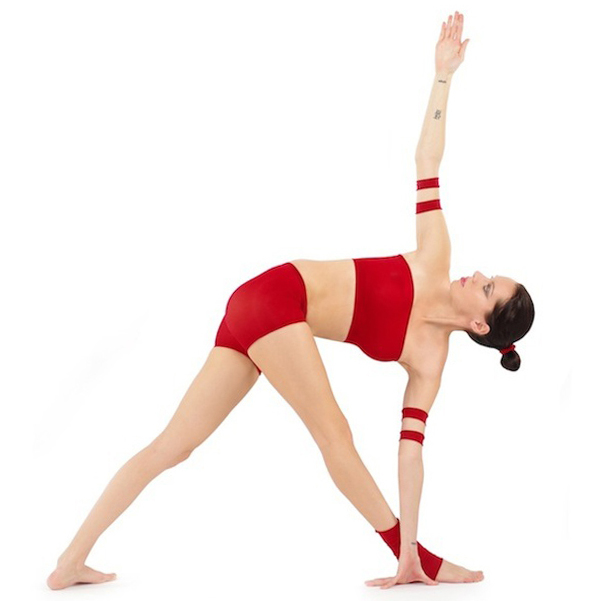
Parivrtta trikonásana

Parivrtta trikonásana neboli „obrácený trojúhelník“ je jednou z ásan.

## Etymologie
Parivrtta znamená v sanskrtu otočit, trikona trojúhelník, tři úhly.

## Pozice
1. V této poloze se vytáčí trup o plných 180° směrem dozadu. Ze stoje se zakročí do širokého stoje a upaží, chodila jsou v tupém úhlu k sobě obrázek.
2. Trup vytáčí kolmo k ose nohou obrázek, boky rovnoběžně s přední hranou podložky. Do kříže levá ruka jde k pravé noze.
3. Nejdříve lze uchopit za lýtkovou kost, pak se protahuje ruku až k podložce, ve finální poloze dlaň je z vnější strany chodidla. Dlaň lze podložit kostičkou.
4. Protáhnutí za vztyčenou rukou vzhůru a narovnání páteře. Pohled směřuje na horní dlaň.
5. Návrat zpět: s hlubokým nádechem do stoje širokého v upažení a pak s dalším nádechem odraz od zadní odrazové nohy a přejít do hory.

## Kontraindikace
Cvik se provádí při asistenci zkušeného cvičitele, neaplikuje se při zranění zad nebo míchy, při nízkém tlaku, migréně, bolesti hlavy, nespavosti.